# Samuel Henry Kress
Samuel Henry Kress (23 de juliol 1863 – 22 de setembre de 1955) va ser un empresari i filantrop, fundador de les Botigues de tot a 100 S. H. Kress & co. Mercès a la seva fortuna, Kress va formar una de les principals col·leccions d'obres d'art de Pintura renaixentista d'Itàlia i europea creades al segle xx. Entre els anys cinquanta i seixanta, la Fundació creada per Kress va donar 776 obres d'art de la col·lecció Kress als 18 museus d'art regionals dels Estats Units d'Amèrica. Va ser un gran col·leccionista d'art i va crear una Fundació per tal d'administrar la seva extensa col·lecció d'art. Kress va morir el 1955 i està enterrat al cementiri de Woodlawn, al Bronx, a Nova York.

## Fundació Samuel H. Kress
Samuel H.Kress va ser el fundador i president de la homònima Samuel H. Kress Foundation. Com a amant de l'art, va adquirir, a través del comerciant Joseph Duveen, una important col·lecció de pintures i escultures, principalment de Pintura barroca italiana. Per sort per a Kress, aquestes pintures van ser considerades "antiquades" en aquells anys, per la qual cosa va poder comprar molts d'ells a preus relativament baixos. El 1929 va donar al govern itàlià una important suma de diners per a la restauració de molts tresors arquitectònics d'Itàlia. A partir de la dècada de 1930, Kress va decidir donar una gran part de la seva col·lecció d'art a museus dels Estats Units d'Amèrica. Moltes de les pintures van ser donades a les mateixes ciutats petites on havia fet la seva fortuna. En diversos casos, les seves donacions van esdevenir la base dels museus de llocs on, en cas contrari, unes obres de tanta importància i qualitat mai no podrien haver estat adquirides.
El 17 de març de 1941, Kress i Paul Mellon van fer una important donació d'obres d'art al poble dels Estats Units, que va permetre la creació de la National Gallery of Art, a Washington DC. El president Franklin Delano Roosevelt va acceptar personalment aquest regal.
Actualment, les obres mestres que Kress va donar es consideren d'un valor incalculable, i la Kress Foundation ha concedit des de llavors milions de dòlars a diverses organitzacions i institucions.

### Museus amb donacions significants de la Samuel H.Kress Foundation
- Allentown Art Museum, Allentown (Pennsilvània) (50 pintures, 3 escultures)
- Museu d'Art de Birmingham, Birmingham (Alabama) (34 pintures, 2 escultures, 13 mobles, 4 peces d'Art decoratiu)
- Columbia Museum of Art, Columbia, Carolina del Sud (46 pintures, 2 escultures,11 bronzes, 9 mobles, 10 tapiços)
- Denver Art Museum, Denver, Colorado (46 pintures, 4 escultures)
- El Paso Museum of Art, El Paso, Texas (56 pintures, 2 escultures)
- Fine Arts Museums of San Francisco, San Francisco, Califòrnia (37 pintures, 1 escultures)
- High Museum of Art, Atlanta, Geòrgia (29 pintures, 3 escultures, 13 mobles)
- Museu d'Art d'Honolulu, Honolulu, Hawaii (14 pintures)
- Lowe Art Museum, University of Miami, Coral Gables, Florida (44 pintures, 3 escultures)
- Memphis Brooks Museum of Art, Memphis, Tennessee (pintures, 2 escultures)
- Museu de Belles Arts de Houston, Texas (30 pintures)
- National Building Museum, Washington DC
- National Gallery of Art, Washington DC, (376 pintures, 94 escultures,1307 bronzes, 38 dibuixos)
- Museu Nelson-Atkins, Kansas City (Missouri) (14 pintures, 2 escultures)
- New Orleans Museum of Art, Nova Orleans, Louisiana (29 pintures)
- North Carolina Museum of Art, Raleigh (Carolina del Nord) (73 pintures, 2 escultures)
- Philbrook Museum of Art, Tulsa, Oklahoma (30 pintures, 6 escultures)
- Museu d'Art de Ponce, Ponce, Puerto Rico (15 pintures)
- Portland Art Museum, Portland, Oregon (30 pintures, 2 escultures)
- Seattle Art Museum, Seattle, Washington (33 pintures, 2 escultures)
- University of Arizona Museum of Art, Tucson, Arizona (60 pintures, 3 escultures)
- Vanderbilt University Fine Arts Gallery, Nashville, Tennessee (12 pintures)